# Supermarine Seagull (1921)
Supermarine Seagull là một loại tàu bay hai tầng cánh lưỡng dụng của Anh, do hãng Supermarine phát triển từ Supermarine Seal.

## Quốc gia sử dụng
Úc
- Không quân Hoàng gia Australia

 Nhật Bản
- Không lực Hải quân Đế quốc Nhật Bản

 Anh Quốc
- Không quân Hải quân Hoàng gia

## Tính năng kỹ chiến thuật (Seagull I)
Dữ liệu lấy từ Supermarine Aircraft since 1914 
Đặc điểm tổng quát
- Kíp lái: 3
- Chiều dài: 34 ft 6 in (10,51 m)
- Sải cánh: 45 ft 11 in (13,99 m)
- Chiều cao: 13 ft 6 in (4,11 m)
- Diện tích cánh: 605 ft² (56, m²)
- Trọng lượng rỗng: 3.691 lb (1.674 kg)
- Trọng lượng có tải: 5.462 lb (2.477 kg)
- Động cơ: 1 × Napier Lion II, 480 hp (358 kW)

 Hiệu suất bay 
- Vận tốc cực đại: 80 mph trên mực nước biển (70 knot, 129 km/h)
- Trần bay: 9.000 ft (2.743 m)
- Thời gian bay: 3½ giờ
- Leo lên độ cao 3.000 ft (915 m): 6,8 phút

Trang bị vũ khí

- 1 × súng máy Lewis .303 in (7,7 mm)

## Tính năng kỹ chiến thuật (Seagull II)
Đặc điểm tổng quát
- Kíp lái: 3
- Chiều dài: 37 ft 9 in (11,5 m)
- Sải cánh: 46 ft (14,02 m)
- Chiều cao: 14 ft (4,26 m)
- Diện tích cánh: 593 ft² (55,11 m²)
- Trọng lượng rỗng: 3.820 lb (1.736 kg)
- Trọng lượng có tải: 5.691 lb (2.586 kg)
- Động cơ: 1 × Napier Lion III, 492 hp (367 kW)

 Hiệu suất bay 
- Vận tốc cực đại: 85 mph trên mực nước biển (138 km/h)
- Trần bay: 9.150 ft (2.790 m)
- Thời gian bay: 4½ giờ

Trang bị vũ khí

- 1 × súng máy Lewis .303 in (7,7 mm)